# Bob Young (imprenditore)
Robert Young, abbreviato in Bob Young (Hamilton, 1953 o 1954), è un imprenditore e informatico canadese.

## Biografia
Bob Young ha fondato nel 1993 ACC Corporation, dedicata alla vendita di software UNIX. Diventò successivamente amministratore delegato della Red Hat, azienda produttrice di una distribuzione Linux.
Nel 1994 ha fondato, assieme a Phil Hughes, la rivista Linux Journal.
Dopo aver lasciato la Red Hat, ha fondato il sito web Lulu.com, dedicato alla stampa di libri on demand, diventandone amministratore delegato.